# Wilbert Suvrijn
Wilbert Suvrijn est un footballeur néerlandais, né le 26 octobre 1962 à Sittard. Il joue dans les équipes du Fortuna Sittard, de Roda JC et du Montpellier HSC du début des années 1980 au début des années 1990. Après des débuts au Fortuna Sittard, il évolue au Roda JC, au Montpellier HSC et au KSC Hasselt.
Il compte neuf sélections avec les Pays-Bas et remporte le championnat d'Europe des Nations en 1988.

## Biographie
Wilbert Suvrijn commence le football dans le club amateur du RKVV Almania, puis rejoint en 1981 le Fortuna Sittard. Il s’impose rapidement comme titulaire au milieu de terrain. Son physique impressionnant et son volume de jeu en font une pièce maîtresse de l’équipe à la récupération.
Vice-champion du championnat des Pays-Bas de division 2, Il découvre l’élite en 1982 et termine à la huitième place avec son club. Ses bonnes performances lui ouvre les portes de l'équipe nationale et, il est retenu pour la première fois en sélection, le 29 avril 1986, pour un match contre l'Écosse. Il entre à la place de Michel Valke à la 72e minute de la rencontre qui se termine sur un match nul sans buts.
En 1986, Il rejoint le Roda JC, club de la ville de Kerkrade. Lors de sa première saison, Roda termine à la quatrième place et se qualifie ainsi pour la coupe de l'UEFA. La saison suivante est beaucoup plus compliquée et le club peine à assurer le maintien. Blessé en début de saison, Wilbert Suvrijn manque une bonne partie du championnat. Il atteint cependant avec ses coéquipiers la finale de la Coupe des Pays-Bas où ils s'inclinent sur le score de trois buts à deux devant le PSV Eindhoven.
Il est alors sélectionné pour l’Euro 88 en Allemagne. Il n'effectue qu'une apparition dans l'équipe lors de la demi-finale contre l'Allemagne. Il entre à la 89e minute de la rencontre en remplacement d'Erwin Koeman dans un match que les Néerlandais remportent sur le score de deux buts à un. La saison suivante, il atteint, avec son club, la cinquième place en championnat. L'équipe réalise également un bon parcours en Coupe des coupes 1988-1989. Après avoir éliminé le Vitória Guimarães et le Metalist Kharkov, Roda JC s'incline aux tirs au but face au CFKA Sofia après deux matches remportés sur le score de deux buts à un par chacune des deux équipes.
Wilbert Suvrijn rejoint ensuite le Montpellier HSC lors de la saison 1989-1990. Associé à Jean-Claude Lemoult à la récupération, il est un des joueurs majeurs de l’équipe qui remporte en fin de saison la Coupe de France, mais blessé il ne joue pas la finale face au Matra Racing. L'année suivante, le Montpellier HSC réalise un beau parcours en Coupe d'Europe des vainqueurs de coupe en éliminant le PSV Eindhoven et le Steaua Bucarest ne tombant que face au futur vainqueur de l'épreuve, Manchester United, en quart de finale. Les Montpelliérains sont tout près de créer l'exploit au match aller, ils obtiennent à Old Trafford le match nul un but partout. À la suite de cette élimination, le club, alors quatrième en championnat, réalise une très mauvaise fin de saison finissant finalement septième. En 1991-1992, Montpellier termine sixième et en fin de saison, Wilbert Suvrijn remporte avec ses coéquipiers l’ancêtre de la Coupe de la Ligue, la Coupe d'été, en battant en finale le SCO Angers sur le score de trois buts à un. Après une dernière saison 1992-93 marqué par les blessures, il met fin à sa carrière de footballeur professionnel,. Il rejoue ensuite une saison en 1994-1995 au KSC Hasselt, en troisième division belge.
Il repart alors aux Pays-Bas avant de revenir s'installer dans le Sud en 1997. Il est devenu agent de joueur et a ouvert en gite un de ses mas à Orthoux-Sérignac-Quilhan dans le Gard. Sa fille Jade est championne d'Europe des 15/16 ans de tennis en 2011.

## Palmarès
- Vice-champion du championnat des Pays-Bas de seconde division en 1982 avec le Fortuna Sittard.
- Finaliste de la coupe des Pays-Bas en 1988 avec le Roda JC.
- Vainqueur du championnat d'Europe des Nations en 1988 avec les Pays-Bas.
- Vainqueur de la Coupe d'été en 1992 avec le Montpellier HSC.
- 9 sélections et 0 but avec l'équipe des Pays-Bas entre 1986 et 1988.

## Statistiques
Le tableau ci-dessous indique les statistiques de Wilbert Suvrijn dans ses différents clubs,,.
| Saison      | Club            | Pays     | Championnat | Championnat | Championnat | Coupes nationales | Coupes nationales | Coupe d'Europe | Coupe d'Europe | Coupe d'Europe | Sélection | Sélection |
| Saison      | Club            | Pays     | Division    | Matchs      | Buts        | Matchs            | Buts              | Type           | Matchs         | Buts           | Matchs    | Buts      |
| ----------- | --------------- | -------- | ----------- | ----------- | ----------- | ----------------- | ----------------- | -------------- | -------------- | -------------- | --------- | --------- |
| 1981 - 1982 | Fortuna Sittard | Pays-Bas | Division 2  | 29          | 2           | ?                 | ?                 | -              | -              | -              | -         | -         |
| 1982 - 1983 | Fortuna Sittard | Pays-Bas | Division 1  | 28          | 3           | ?                 | ?                 | -              | -              | -              | -         | -         |
| 1983 - 1984 | Fortuna Sittard | Pays-Bas | Division 1  | 33          | 1           | ?                 | ?                 | -              | -              | -              | -         | -         |
| 1984 - 1985 | Fortuna Sittard | Pays-Bas | Division 1  | 33          | 2           | ?                 | ?                 | -              | -              | -              | -         | -         |
| 1985 - 1986 | Fortuna Sittard | Pays-Bas | Division 1  | 33          | 2           | ?                 | ?                 | -              | -              | -              | 2         | 0         |
| 1986 - 1987 | Roda JC         | Pays-Bas | Division 1  | 31          | 2           | ?                 | ?                 | -              | ?              | ?              | 3         | 0         |
| 1987 - 1988 | Roda JC         | Pays-Bas | Division 1  | 31          | 2           | ?                 | ?                 | -              | ?              | ?              | 3         | 0         |
| 1988 - 1989 | Roda JC         | Pays-Bas | Division 1  | 32          | 1           | ?                 | ?                 | -              | -              | -              | 1         | 0         |
| 1989 - 1990 | Montpellier HSC | France   | Division 1  | 27          | 0           | 2                 | 0                 | -              | -              | -              | -         | -         |
| 1990 - 1991 | Montpellier HSC | France   | Division 1  | 34          | 1           | -                 | -                 | C2             | 6              | 0              | -         | -         |
| 1991 - 1992 | Montpellier HSC | France   | Division 1  | 33          | 0           | 3                 | 0                 | -              | -              | -              | -         | -         |
| 1992 - 1993 | Montpellier HSC | France   | Division 1  | 9           | 0           | -                 | -                 | -              | -              | -              | -         | -         |
| 1994 - 1995 | KSC Hasselt     | Belgique | Division 3  | 24          | 0           | -                 | -                 | -              | -              | -              | -         | -         |